# ویتالی ماکاروف
ویتالی ماکاروف (روسی: Виталий Валерьевич Макаров؛ زادهٔ ۲۳ ژوئن ۱۹۷۴) جودوکار اهل روسیه بود.
وی در مسابقات کشوری و بین‌المللی در مجموع برندهٔ ۱ مدال طلا، ۳ مدال نقره، ۲ مدال برنز شده‌است.